# أرخيداموس الثالث
أرخيداموس الثالث ملك إسبرطة وهو ابن وخليفة أغيسلاوس الثاني وحكم بين عامي 360 – 338 ق م
أثبت نفسه خلال حكم أبيه كجندي شجاع وكفؤ، وفي عام 371 ق م قاد قوات النجدة التي أرسلت لمساعدة الناجين من معركة ليوكترا. وبعد أربع سنوات احتل كارياي وخرب منطقة باراسي وهزم الأركاديين والأرغوسيين والميسينيين فيما سمي «معركة بلا دموع» لأنها لم تكلف الجيش الاسبرطي نفسا واحدة، ولكن في عام 364 تلقى نكسة حادة في محاولته لمساعدة الحامية الإسبرطية المحاصرة في كرومنوس في جنوب غرب أركاديا. وأظهر بطولة فائقة في حماية إسبرطة من إبامينونداس في الوقت الذي سبق معركة مانتينيا الثانية عام 362 ق م.
وساعد أهل فوكيس خلال الحرب المقدسة (355 – 346 ق م) ودون شك فقد خاض هذه الحرب بسبب كرهه الشديد لطيبة والذي ورثه من أبيه. وكذلك قاد القوات الإسبرطية ضد الطيبيين وحلفائهم في النزاعات التي قامت بسبب محاولة إسبرطة احتلال مدينة ميغالوبوليس، وفي النهاية أرسل مع جيش من المرتزقة إلى إيطاليا ليحمي التارانتيين من اللوكانيين والميسابيين، ثم مات مع معظم قواته في معركة ماندونيون في نفس اليوم الذي وقعت فيه معركة خايرونيا.